# Terminal d'Alnabru
Le terminal d'Alnabru (Alnabruterminalen) est un terminal ferroviaire de marchandises situé à Alnabru dans la vallée de Groruddalen à Oslo. 70% des marchandises arrivant i en Norvège par voie ferrée transitent par ce terminal.
Le terminal avait en 2020 une capacité de 600 000 conteneurs de type EVP, et en a traité 427 000 en 2015, en baisse par rapport à l'année record de 2008 av 535 000 EVP. Le terminal d'Alnabru est parfois appelé la "gare centrale" du transport ferroviaire ou le "hub de marchandises de Norvège". 
Les sociétés de transport Schenker, PostNord et Posten ont établi leurs terminaux à proximité d'Alnabru. Environ 200 000 EVP y transitaient en 2015. Cette densité de terminaux est selon SINTEF "unique en Europe et rend le système efficace".

## Histoire
Le terminal a été ouvert sur la Hovedbanen en 1907, de même que la ligne de Loenga à Alnabru comme un terminal de fret en relation avec la gare d'Alnabru. En 1971, la Hovedbanen est déplacée sur un tracé évitant le terminal, et la gare de passagers d'Alnabru ferme. Le quartier est désormais desservi par la gare d'Alna sur la ligne L1.
Le terminal d'Alnabru a été reconstruit dans le courant de l'année 2008, pour en augmenter la capacité de 30%, soit une addition d'environ 140 000 EVP. Le projet initial prévoyait de doubler la capacité à 1 million d'EVP en 2020, et 1,5 million d'ici à 2040. Les nombreuses zones d'ombre autour des prévisions de trafic ont conduit à l'abandon de ce projet en novembre 2012.  
Le nouveau projet est composé deux phases: la première doit immédiatement améliorer l'efficacité et la continuité de l'opération du terminal. Elle a débuté en 2015, et devait s'achever en 2019-2020.   
La seconde phase prévoit des tranches d'agrandissement progressif du terminal pour mieux répondre à la capacité. Parmi les recommandations remises en 2019 par Jernbanedirektoratet, et dont le coût est estimé à 6,8 milliards de couronnes, figurent la prolongation des voies pour qu'elles puissent accueillir des trains de 600 mètres de long.

## Accident de Sjursøya
16 wagons de marchandises vides appartenant à CargoNet ont roulé incontrôlés le 24 mars 2010 incontrôlée du terminal d'Alnabru à Sjursøya au port d'Oslo. Cela a conduit à un grave accident tuant 3 personnes et en blessant 4 autres à Sjursøya. 
La commission d'enquête de l'État pour les transports a conclu que "l'accident s'est produit parce que Alnabruterminalen était vétuste et obsolète". Tout comme la police, la commission a également conclu que la source "de l'accident se trouvait à Alnabru et que l'erreur humaine était un facteur important".
Jernbaneverket  a effectué d'importants travaux de mise en sécurité du terminal à la suite de l'accident.